# Suohpajavri
Suohpajavri eller Pajibsuolujävri är en sjö i Finland. Den ligger i kommunen Utsjoki i landskapet Lappland, i den norra delen av landet, 1 100 km norr om huvudstaden Helsingfors. Pajibsuolujävri ligger 74,1 meter över havet. Den ligger vid sjön Maddajävri. Arean är 38,2 hektar och strandlinjen är 4,14 kilometer lång. Sjön  ingår i Tana älvs huvudavrinningsområde. 